# Michael Carter (Sportler)
Michael D’Andrea „Mike“ Carter (* 29. Oktober 1960 in Dallas, Texas) ist ein ehemaliger US-amerikanischer Leichtathlet und Footballspieler.

## Karriere

### Leichtathletik
Als Student der Southern Methodist University gewann Carter im Kugelstoßen insgesamt sieben Titel bei NCAA-Meisterschaften: drei im Freien (1980, 1981 und 1983) und vier in der Halle (1980, 1981, 1983 und 1984). Außerdem gewann er bei der Sommer-Universiade 1981 in Bukarest die Goldmedaille. Seinen bedeutendsten Erfolg in der Leichtathletik feierte er bei den Olympischen Spielen 1984 in Los Angeles. Dort errang er im Kugelstoßen mit einer Weite von 21,09 m die Silbermedaille hinter dem Italiener Alessandro Andrei (21,26 m) und vor seinem Landsmann Dave Laut (20,97 m).
Carters persönliche Bestleistung liegt bei 21,76 m, gestoßen am 2. Juni 1984 in Eugene. Seine Tochter Michelle ist ebenfalls eine erfolgreiche Kugelstoßerin und wurde 2016 Olympiasiegerin.

### American Football
Der 1,89 m große und 127 kg schwere Carter wurde 1984 von den San Francisco 49ers gedraftet. Er spielte in der Defensive Line und blieb dem Verein bis zum Ende seiner aktiven Laufbahn 1992 treu. Die 49ers gewannen in dieser Zeit drei Super Bowls. In 121 Spielen der Regular Season, davon 97 von Beginn an, erzielte Carter 22,5 Sacks. Dreimal wurde er für den Pro Bowl nominiert.